# Hérin
Hérin (nl.: Herin) ist eine französische Gemeinde mit 4176 Einwohnern (Stand: 1. Januar 2022) im Département Nord in der Region Hauts-de-France. Sie gehört zum Kommunalverband Porte du Hainaut, zum Arrondissement Valenciennes und zum Kanton Aulnoy-lez-Valenciennes. Die Einwohner heißen Hérinois(es).

## Geografie
Die Gemeinde Hérin liegt im Regionalen Naturpark Scarpe-Schelde in der historischen Grafschaft Hennegau und im ehemaligen Nordfranzösischen Kohlerevier, etwa drei Kilometer westlich von Valenciennes. Umgeben wird Hérin von den Nachbargemeinden Raismes im Norden, Aubry-du-Hainaut im Nordosten, La Sentinelle im Osten und Südosten, Prouvy und Rouvignies im Süden, Wavrechain-sous-Denain im Südwesten, Oisy im Westen sowie Bellaing und Wallers im Nordwesten. Hérin ist in das Netz der Straßenbahn Valenciennes eingebunden.

## Geschichte
Im 15. Jahrhundert wurde der Ort noch als Iérin genannt.
| Jahr      | 1962 | 1968 | 1975 | 1982 | 1990 | 1999 | 2006 | 2012 | 2020 |
| Einwohner | 4037 | 4025 | 3695 | 3566 | 3952 | 3939 | 3776 | 3936 | 4125 |

## Sehenswürdigkeiten
- Kirche Saint-Amand, errichtet 1777
- Alte Zeche Hérin
- Wasserturm

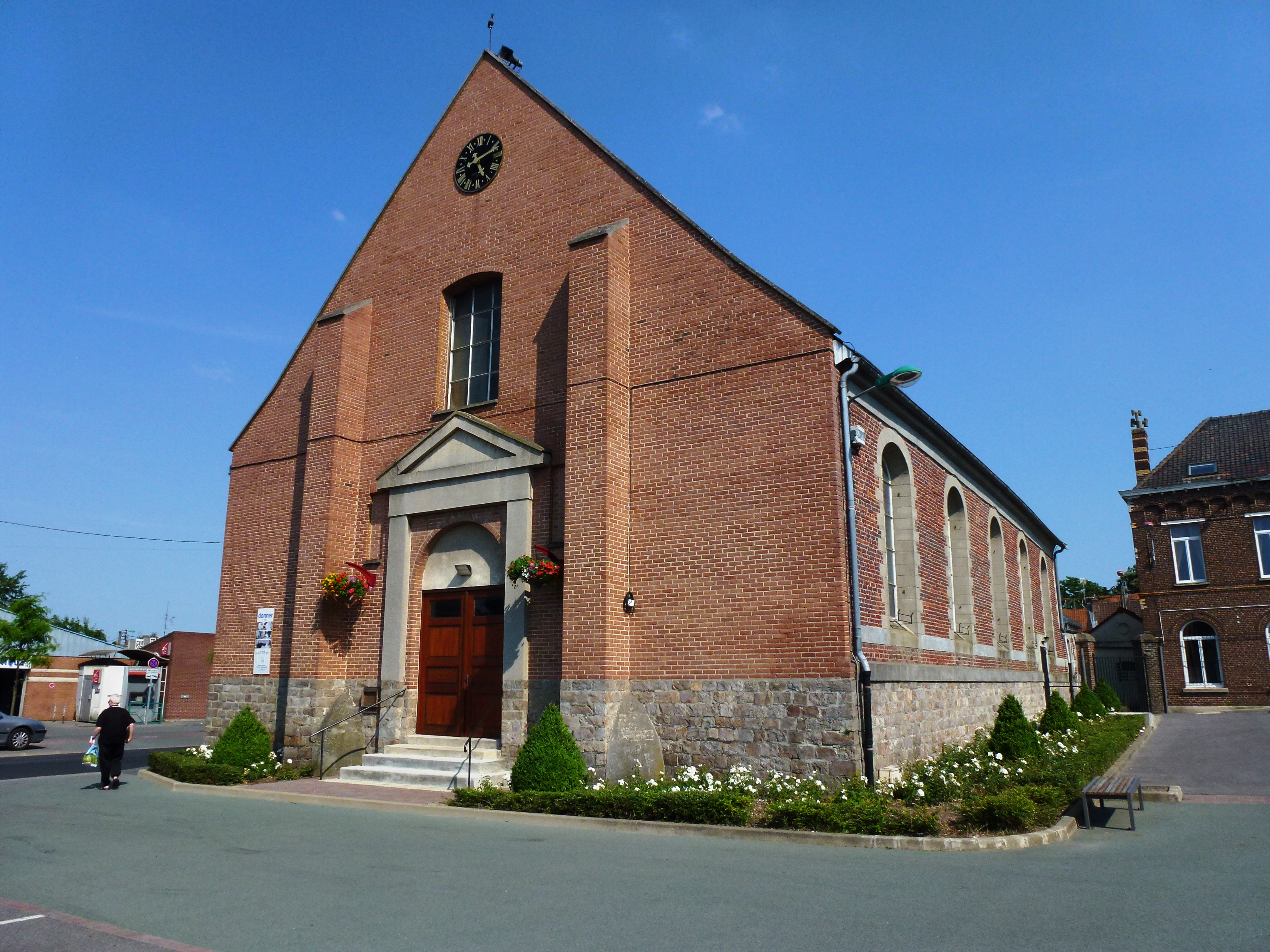
Kirche Saint-Amand
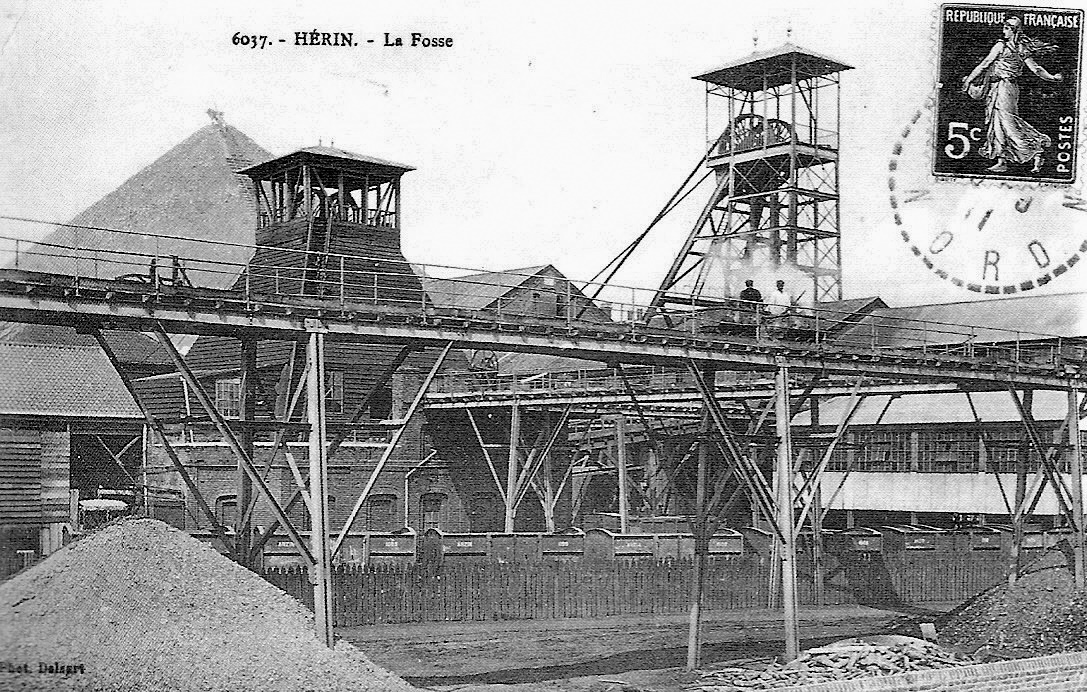
Zeche Hérin um 1900
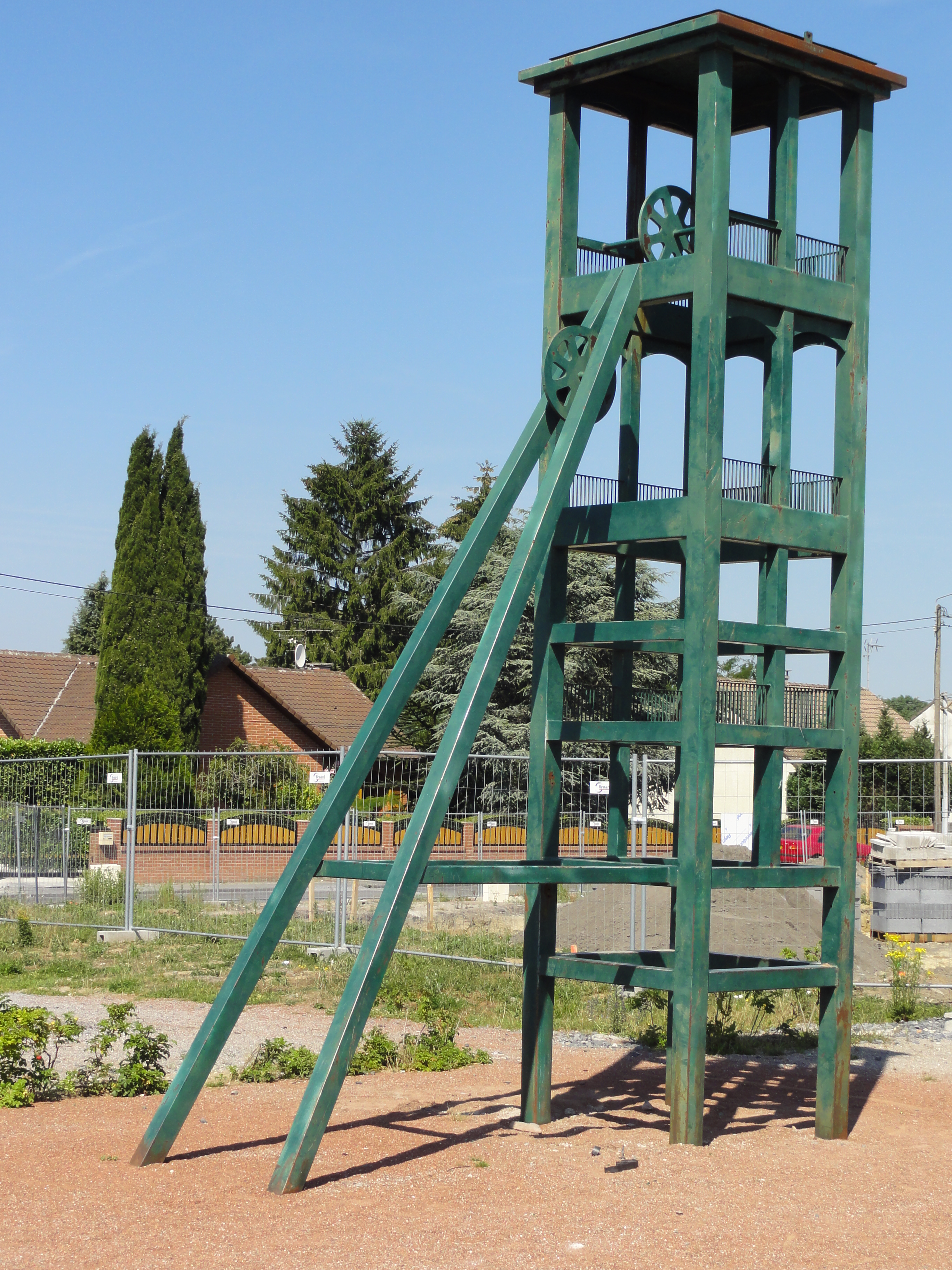
Alter Förderturm der Zeche Hérin
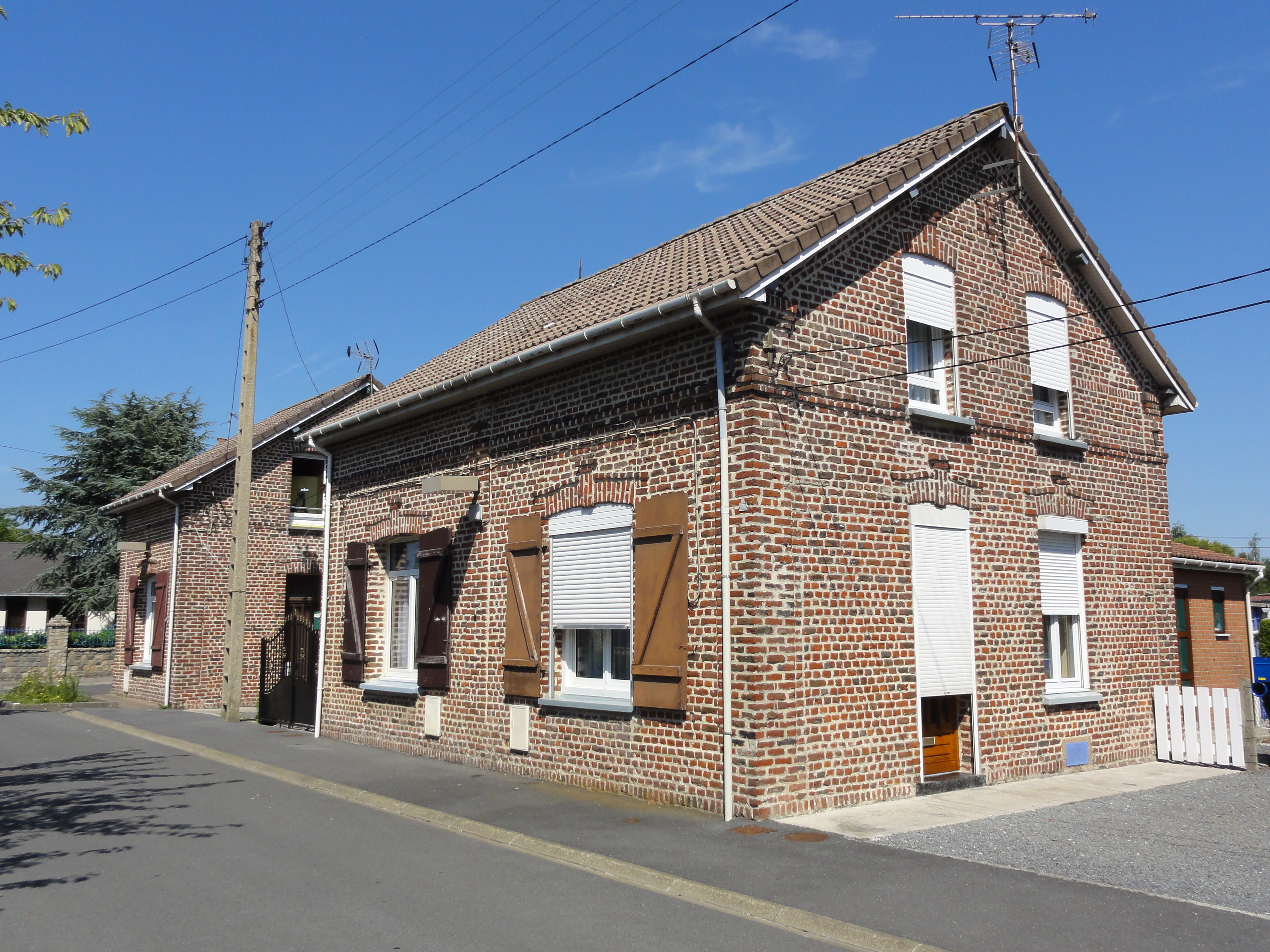
Typische Häuser der ehemaligen Bergarbeitersiedlung
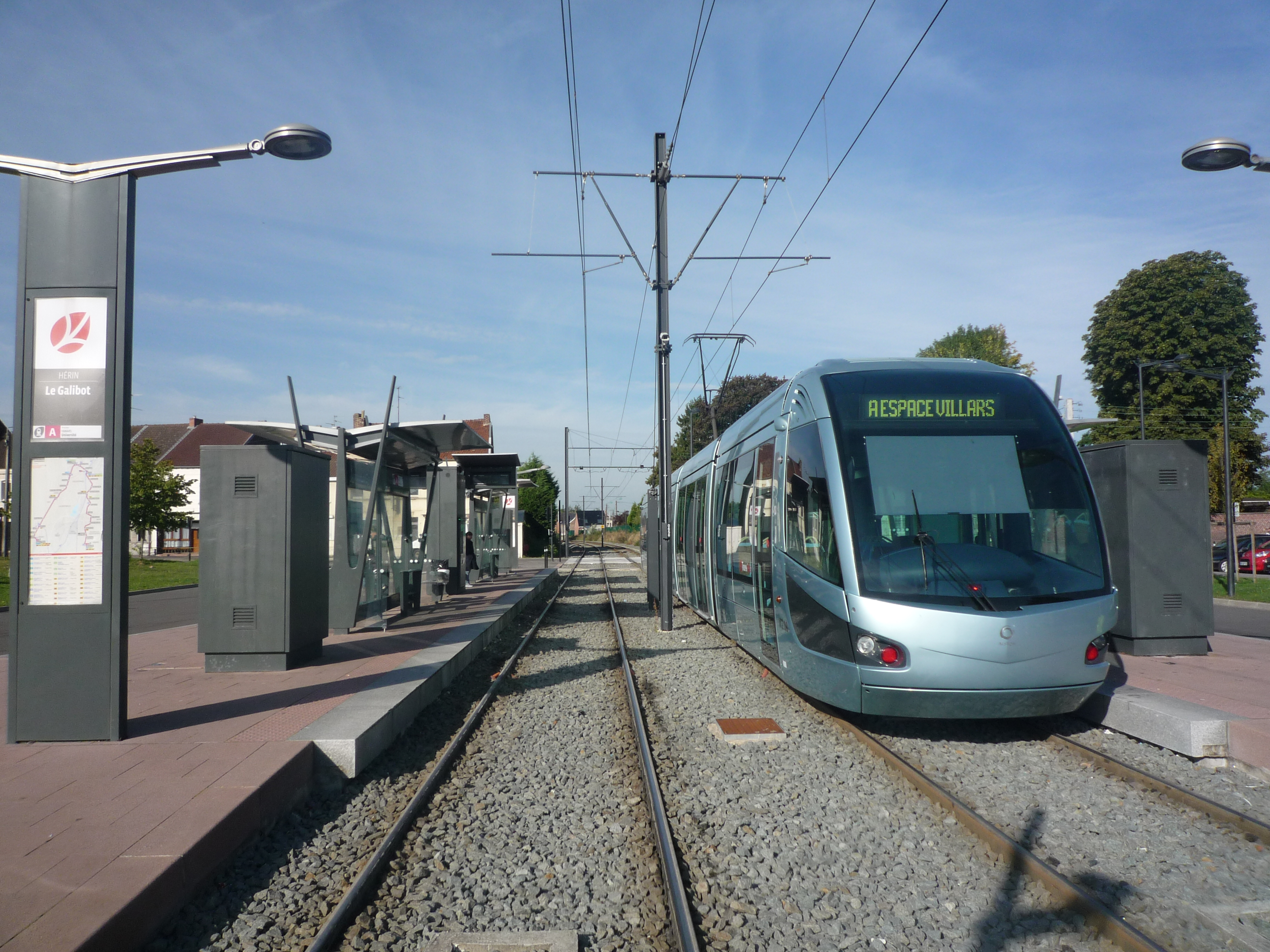
Haltestelle der Straßenbahn Valenciennes in Hérin